# Typhlodromus sonprayagensis
Typhlodromus sonprayagensis är en spindeldjursart som beskrevs av Gupta 1985. Typhlodromus sonprayagensis ingår i släktet Typhlodromus och familjen Phytoseiidae. Inga underarter finns listade i Catalogue of Life.